# Margarites frigidus
Margarites frigidus är en snäckart som beskrevs av Dall 1919. Margarites frigidus ingår i släktet Margarites och familjen pärlemorsnäckor. Inga underarter finns listade i Catalogue of Life.